# Nati nel 1236
| Questa pagina contiene informazioni ricavate automaticamente dalle voci biografiche con l'ausilio del template Bio e di un bot. L'aggiornamento è periodico e automatico e ricostruisce completamente la pagina. Se manca una persona in questa lista, sei pregato di non aggiungerla, ma accertati piuttosto che la sua voce biografica contenga il template Bio e che i dati anagrafici siano correttamente compilati. Se il template Bio manca, inseriscilo tu stesso o, in alternativa, metti l'avviso {{tmp\|Bio}} che ne segnala la mancanza. Se i dati riportati sono sbagliati, correggi direttamente la voce biografica; le modifiche saranno visibili in questa lista entro pochi giorni. Per chiarimenti vedi il progetto biografie. La lista contiene solo le 7 persone che sono citate nell'enciclopedia e per le quali è stato implementato correttamente il template Bio. Pagina aggiornata al 10 ago 2025. |

- 6 giugno - Wen Tianxiang, politico, generale e scrittore cinese († 1283)
- 8 giugno - Violante d'Aragona, regina († 1301)
- Elisabetta d'Ungheria, nobile ungherese († 1271)
- Stefano il Postumo, nobile ungherese († 1271)
- Tolomeo da Lucca, teologo e vescovo cattolico italiano († 1327)
- Alberto I di Brunswick-Lüneburg, nobile († 1279)
- Jacob ben Machir ibn Tibbon, astronomo, medico e traduttore francese († 1304)